# Linker- en rechterhandregels
Binnen de natuurkunde zijn er verschillende linker- en rechterhandregels. Al deze regels hebben tot doel de richting van een grootheid (zoals elektrische stroom, elektromotorische kracht, magnetische inductie, lorentzkracht en beweging in een magnetisch veld) te bepalen met behulp van de linker- of de rechterhand. De meeste van deze regels zijn van toepassing op elektromagnetische verschijnselen, maar de algemene rechterhandregel gaat op voor alle kruisproducten. De rechterhandregel staat ook wel bekend onder de naam kurkentrekkerregel, aangezien in plaats van een rechterhand ook een kurkentrekker gebruikt kan worden. In plaats van de rechterhand kan ook (op een net iets andere manier) de linkerhand gebruikt worden. Men spreekt daarom ook wel van de linkerhandregel.
Diverse linker- en rechterhandregels zijn:
- De rechterhandregel, linkerhandregel en kurkentrekkerregel voor kruisproducten.
- De linkerhandregel om de richting van de lorentzkracht te bepalen die een stroomvoerende geleider ondervindt onder invloed van een extern magnetisch veld. Dit wordt ook wel de linkerhandregel van Fleming voor elektromotoren genoemd.
- De rechterhandregel van Fleming voor generatoren, ter bepaling van de richting van de geïnduceerde stroom in een geleider als deze beweegt door een magnetisch veld.
- De rechterhandregel ter bepaling van de richting van de geïnduceerde elektromotorische kracht op een geleider die beweegt in een magnetisch veld.
- De regel van de rechterhandgreep of de regel van Maxwell, om de richting van het magnetisch veld te bepalen veroorzaakt door een stroomvoerende geleider.
- De regel van de rechterhandgreep voor solenoïden.
- De regel van Ampère, welke tot doel heeft de richting te bepalen die een kompasnaald op wijst onder invloed van een stroomvoerende geleider.
- De rechterhandregel (meestal; draaien van de positieve x-as naar de positieve y-as correspondeert met de richting van de positieve z-as) of eventueel linkerhandregel voor respectievelijk een rechtsdraaiend en linksdraaiend driedimensionaal assenstelsel. De formules gerelateerd aan het bovengenoemde hangen hiervan af.

## De regels voor kruisproducten

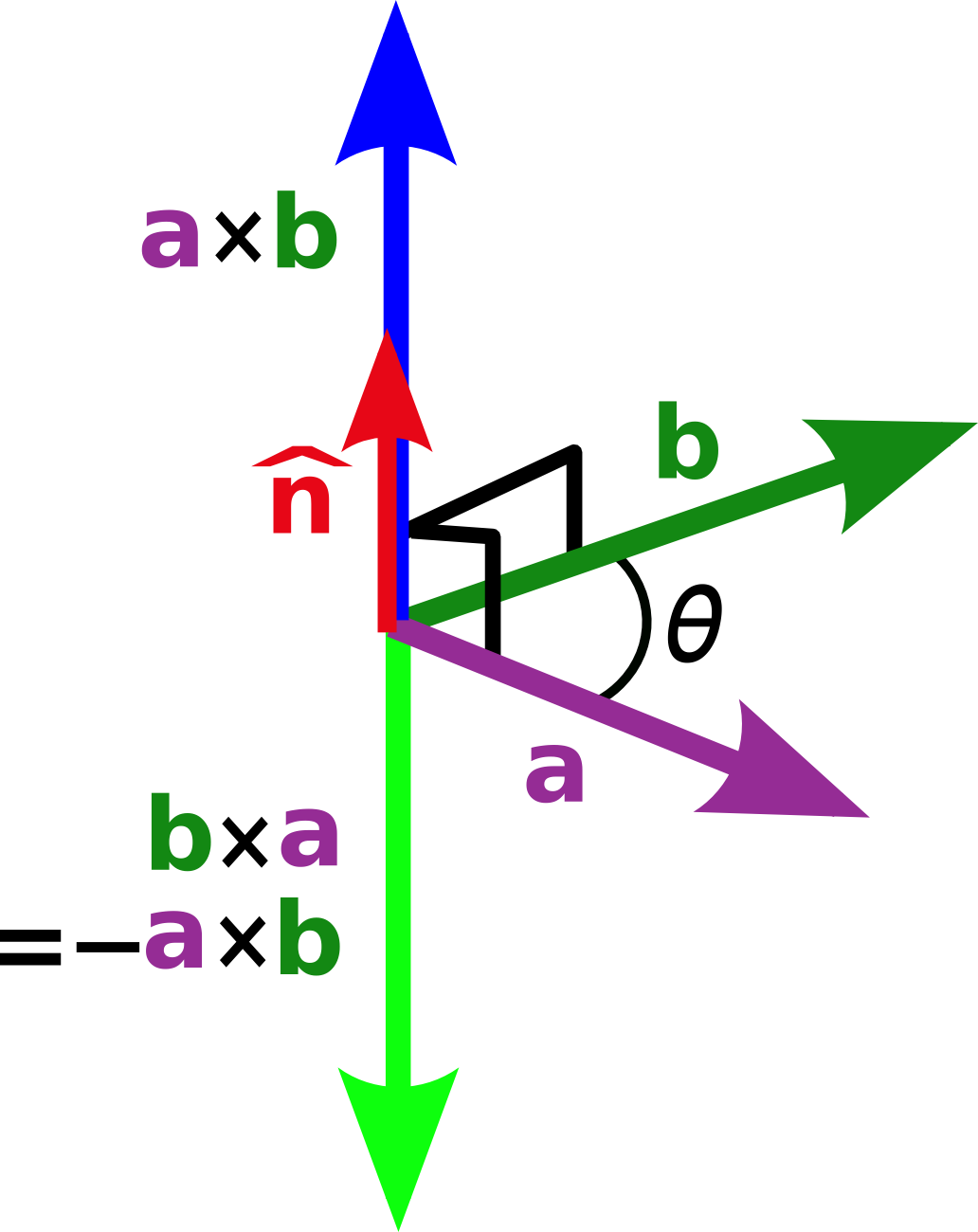
Kruisproduct van en. De vector staat loodrecht op en en wijst de beweging aan van een kurkentrekker die van naar wordt gedraaid.

De kurkentrekkerregel, rechterhandregel of linkerhandregel wordt gebruikt ter bepaling van de richting van een kruisproduct van vectoren. Neem bijvoorbeeld het volgende kruisproduct:
{\displaystyle {\vec {a}}\times {\vec {b}}={\vec {c}}}
Ofwel {\displaystyle {\vec {c}}} is het kruisproduct van {\displaystyle {\vec {a}}} met {\displaystyle {\vec {b}}}. De richting van {\displaystyle {\vec {c}}} wordt dan bepaald door vector {\displaystyle {\vec {a}}} naar vector {\displaystyle {\vec {b}}} te draaien alsof men een kurkentrekker hanteert, waarbij de draairichting van de kurkentrekker de richting van {\displaystyle c} bepaalt.
In plaats van gebruik te maken van een kurkentrekker, kan met ook gebruikmaken van de linkerhand. Plaats hiervoor de vlakke linkerhand langs {\displaystyle {\vec {a}}}, met de vingers in de richting die vector {\displaystyle {\vec {a}}} op wijst en zodanig dat {\displaystyle {\vec {b}}} in de palm van de hand opgevangen wordt. De uitgestrekte duim geeft dan de richting van {\displaystyle {\vec {c}}} aan.
De rechterhand kan echter ook gebruikt worden. Hiertoe moet men de duim, de wijsvinger en de middelvinger van de rechterhand zodanig uitstrekken dat ze alle drie onderling een hoek van 90 graden met elkaar maken (als een pistool). Wijst men vervolgens de duim in de richting van {\displaystyle {\vec {a}}} en de wijsvinger in de richting van {\displaystyle {\vec {b}}}, dan geeft de middelvinger de richting van {\displaystyle {\vec {c}}} aan.

## Bepaling van de richting van de lorentzkracht

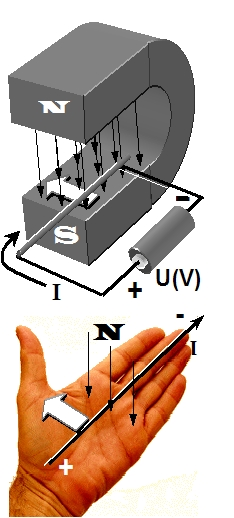
Linkerhandregel

Bovenstaande regel voor kruisproducten kan binnen de elektromagnetisme gebruikt worden om de richting van de lorentzkracht op een elektrische stroomvoerende geleider in een magnetisch veld te bepalen.
De richting van de lorentzkracht wordt wiskundig beschreven met de formule:
{\displaystyle {\vec {F}}_{L}=I({\vec {l}}\times {\vec {B}})}
ofwel, de lorentzkracht {\displaystyle {\vec {F}}_{L}} is het kruisproduct van de lengte {\displaystyle {\vec {l}}} met het magnetisch veld {\displaystyle {\vec {B}}} vermenigvuldigd met de stroomsterkte {\displaystyle I} van de geleider. De richting van het kruisproduct kan worden bepaald door {\displaystyle {\vec {l}}} naar {\displaystyle {\vec {B}}} te draaien alsof men een kurkentrekker hanteert, waarbij de draairichting van de kurkentrekker de richting van het kruisproduct bepaalt.
Men kan echter ook de linkerhand gebruiken. Plaats hiervoor de vlakke linkerhand langs de draad, met de vingers in de richting van de stroom en zodanig dat de veldlijnen in de palm van de hand opgevangen worden. De uitgestrekte duim duidt dan de richting van de lorentzkracht aan die op de draad uitgeoefend wordt. De kracht op de magneetpool is in tegengestelde richting.

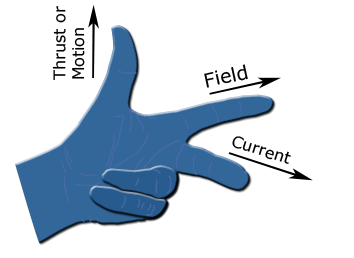
Linkerhandregel van Fleming

Een andere manier om de linkerhand te gebruiken is via de linkerhandregel van Fleming voor elektromotoren, ook wel de regel van de drie vingers van de linkerhand genoemd. Dit is vooral in Engelstalige landen gebruikelijk. U vormt hiertoe een pistool met uw linkerhand door de wijsvinger recht vooruit te steken en een loodrechte hoek te laten vormen met uw duim. Uw duim steekt dan fier omhoog. Vervolgens maakt u met de middelvinger een loodrechte hoek met de wijsvinger. Deze wijst dan naar rechts en geeft de richting van de stroomsterkte aan (Second finger = Current). Uw wijsvinger geeft de richting van de magnetische veldlijnen aan (First finger = Field), en uw duim geeft de richting van de lorentzkracht aan (Thumb = Thrust).
Deze mnemonic of dit ezelsbruggetje is bedacht door John Ambrose Fleming. Een alternatief ezelsbruggetje hiervoor is de zogenaamde FBI-regel. De F staat dan voor de kracht, de B voor het magnetisch veld en de I voor de stroomrichting. De volgorde van de letters komt daarbij overeen met de volgorde van de vingers. Dus de F voor de duim, de B voor de wijsvinger en de I voor de middelvinger.
Toepassen van de rechterhand, zoals in de vorige paragraaf beschreven is voor willekeurige vectoren, leidt (uiteraard) ook tot het juiste resultaat, maar moet dan niet verward worden met de rechterhandregel van Fleming voor generatoren.

## Rechterhandregel van Fleming voor generatoren

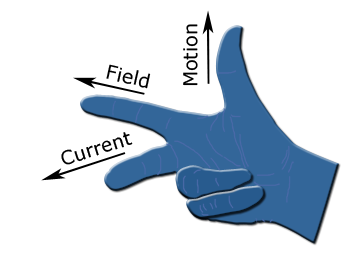
Rechterhandregel van Fleming

De rechterhandregel van Fleming voor generatoren wordt gebruikt voor het bepalen van de richting van de geïnduceerde stroom in een geleider als deze beweegt door een magnetisch veld. De regel moet niet verward worden met de hierboven besproken linkerhandregel van Fleming voor elektromotoren. Nu dient namelijk de rechterhand gebruikt te worden en staat de duim voor de bewegingsrichting (thumb = motion), de wijsvinger voor het veld (first finger = field) en de middelvinger voor de stroom (second finger = current). Beide regels van Fleming kunnen uit elkaar gehouden worden door te onthouden dat Flemings right hand rule geldt voor generatoren.
Een ander ezelsbruggetje voor de rechterhandregel van Fleming is de MFC-regel, waarbij MFC de afkorting is van Manchester Football Club. De M staat hierbij voor motion (beweging), de F voor field (veld) en de C voor current (stroom). De volgorde van de letters komt overeen met de volgorde van de vingers. De M voor de duim, de F voor de wijsvinger en de C voor de middelvinger.

## Bepaling van de richting van de geïnduceerde elektromotorische kracht
De rechterhandregel kan gebruikt worden ter bepaling van de richting van de geïnduceerde elektromotorische kracht emk in een geleider die beweegt in een magnetisch veld.
Plaatst men de rechterhand zo dat de veldlijnen langs de palm intreden en dat de gestrekte duim de richting van de beweging van de draad aangeeft, dan wijzen de vingertoppen in de richting van de geïnduceerde elektromotorische kracht.

## Regel van de rechterhandgreep

Richting van het magnetisch veld, gegeven dat de elektrische stroom in de richting van de duim loopt

Een elektrische stroom door een draad veroorzaakt een magnetisch veld {\displaystyle {\vec {B}}}. Om de richting van dit veld te bepalen, wijs je met je duim van de rechterhand in de richting van de stroom {\displaystyle {\vec {I}}} (dus van plus naar min, tegen de richting van de elektronen in). Door de vingers te krommen, geven die de richting aan van {\displaystyle {\vec {B}}}. Dat wil zeggen in cirkels rond de draad, tegen de wijzers van de klok in. Deze regel staat bekend als de regel van de rechterhandgreep, of soms ook wel als de schroevendraaierregel of rechterhandregel.
Een andere benadering voor deze regel is de kurkentrekkerregel of regel van Maxwell, genoemd naar James Maxwell. Door een denkbeeldige kurkentrekker in de richting van de elektrische stroom in de stroomdraad te draaien, geeft de vereiste draairichting van het handvat aan hoe de krachtlijnen van het elektromagnetische veld lopen.
In deze figuur wordt de richting van een positieve hoek, tegen de wijzers van de klok in, dus volgens afspraak positief bij vectoren, aangeduid. De kurkentrekker die de draaiing maakt, komt van onder naar boven. Deze beweging klopt met de richting van de aangegeven vector.

## Regel van de rechterhandgreep voor solenoïden

Magnetisch veld gecreëerd door een solenoïde

De regel van de rechterhandgreep kan toegepast worden voor het bepalen van een door een solenoïde gegenereerd magnetisch veld. Grijpt men de solenoïde met de rechterhand, zodanig dat de wijsvingers op de windingen liggen volgens de conventionele stroomrichting, dan wijst de gestrekte duim in de richting van het magnetisch veld binnen in de spoel.

## Regel van Ampère
De regel van Ampère is bedacht door André-Marie Ampère, de Franse wis- en natuurkundige naar wie de SI-basiseenheid ampère en de wet van Ampère zijn genoemd. Zelf noemde Ampère het de 'zwemmersregel:
Denkt men dat men in de richting van de elektrische stroom zwemt, zodat de positieve stroom aan de voeten in- en bij het hoofd uittreedt, en kijkt men naar de magneetnaald, dan beweegt zich de noordpool in de richting van de uitgestrekte linkerarm.
Deze door Ampère opgestelde regel geeft het verband aan tussen de uitwijkingsrichting van een vrij beweegbare kompasnaald in het magnetisch veld van een rechte stroomgeleider en de richting van de elektrische stroom in deze geleider. In feite komt dit dus neer op de hierboven beschreven regel van de rechterhand, waarmee immers de richting van het door een elektrische stroom veroorzaakte magnetisch veld bepaald wordt. De uitwijkingsrichting van de kompasnaald kan dus ook met de rechterhand of met een kurkentrekker bepaald worden:
- Denkt men de rechterhand in een elektrische stroom geplaatst en wel zodanig dat de stroom van de pols naar de vingers vloeit en de palm van de hand naar de magneetnaald is gericht dan wijkt de noordpool van de naald uit naar de kant van de gestrekte duim. Of anders gezegd: brengt men de rechterhand boven een stroomgeleider, de palm naar de geleider gekeerd en de vingertoppen gericht volgens de stroomrichting, dan zal de noordpool van de magneetnaald die onder de geleider geplaatst is, uitwijken naar de kant van de gestrekte duim.
- Door een denkbeeldige kurkentrekker in de richting van de elektrische stroom in de stroomdraad te draaien, geeft de vereiste draadrichting van het handvat aan hoe de veldlijnen van het magnetisch veld lopen. Een magneetnaald zal zich oriënteren volgens deze veldlijnen en wel zo dat de noordpool in de richting van de veldlijnen zal wijzen en de Zuidpool ertegenin.

## Toepassingen
De linker- en rechterhandregels worden (onder verschillende namen) veel gebruikt in de elektromagnetisme voor onder andere de bepaling van de stroomrichting, de richting van de magnetische veldlijnen en de richting van de lorentzkracht. Toepassingen in andere gebieden van de fysica zijn:
- de richting van de hoeksnelheid van een roterend object,
- de richting van een krachtmoment,
- de draaiing van een vortex in een fluïdum (Noordelijk halfrond: corioliseffect)

Ook bij elektromagnetische golven wordt de kurkentrekkerregel gebruikt om de relatie tussen de richting van het magnetisch veld, het elektrisch veld en de voortplantingsrichting van de golf te bepalen. Als in een materiaal de kurkentrekkerregel niet wordt gehoorzaamd, spreekt men van een metamateriaal of linkshandig materiaal. In dergelijke materialen is de brekingsindex negatief.

## Links- en rechtsdraaiend
Een helix/schroefdraad is rechtsdraaiend als een verplaatsing langs de helix met de klok mee gepaard gaat met een beweging van de waarnemer af; een lichtdoorlatende stof is rechtsdraaiend als de polarisatierichting van licht dat door de stof valt op dienovereenkomstige wijze draait (zie Optische isomerie).

## Websites
- GCSE Physics
- Oxford University Press (China)